# In the Days of Trafalgar
In the Days of Trafalgar è un cortometraggio muto del 1914 diretto da Maurice Elvey.

## Produzione
Il film fu prodotto dalla British & Colonial Kinematograph Company.

## Distribuzione
Distribuito dalla Kinematograph Trading Company, uscì nelle sale cinematografiche britanniche nell'aprile 1914; ha il titolo alternativo Black-Eyed Susan. Negli Stati Uniti, il film è conosciuto come The Battling British.